# Cylindropuntia californica
Cylindropuntia californica, conocida comúnmente como choya de California o choya de serpiente (snake choya), es una especie de planta suculenta perteneciente al género Cylindropuntia, dentro de la familia Cactaceae. Se distribuye desde el sur de California (Estados Unidos) hasta el noroeste de México (concretamente en los estados mexicanos de Baja California y Sonora).

## Descripción

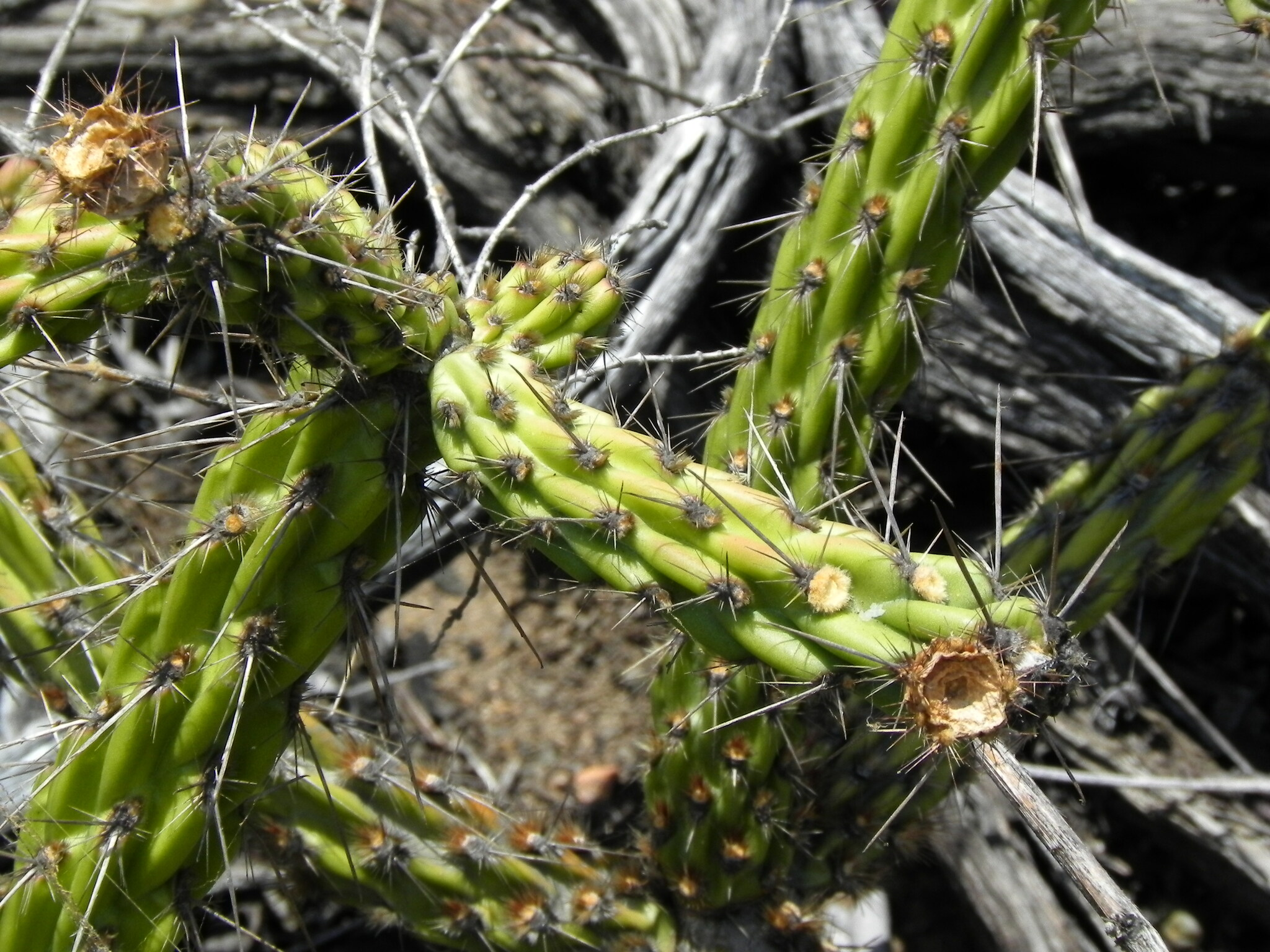
Detalle del tallo y las espinas

Cylindropuntia californica es una especie de cactus que crece como un arbusto o pequeño árbol ramificado. Alcanza alturas de 0,3 a 2,5 m y no tiene un tronco principal. Los tallos son erectos o postrados, aparecen articulados y están formados por segmentos que se desprenden con facilidad. Cada uno de ellos mide de 6 a 30 cm de largo, de 1,5 a 2,5 cm de diámetro y tienen la epidermis de color verde o verde violácea. Su forma es cilíndrica y tienen tubérculos prominentes de forma oval o elíptica, que a veces se fusionan y le dan el aspecto de costillas.
Sobre los tallos se asientan areolas elípticas y están cubiertas de lana marrón claro que se vuelve de color negro grisáceo con la edad. Miden de 4,5 a 5 mm de largo y de 3 a 3,5 mm de ancho. Poseen gloquidios densos de color blancuzco o dorado que se localizan entre los ejes de los segmentos. También tienen de 7 a 13 espinas cubiertas por una vaina epidérmica suelta de color blanquecino a marrón que parece de papel. Son de color amarillo o marrón anaranjado con las puntas amarillas y suelen presentar una espina central más larga que llega a mediar hasta 3 cm de longitud.
Las flores se abren durante el día (diurnas), son polinizadas por abejas y alcanzan longitudes de 1,5 a 3 cm. Tienen los tépalos interiores de color amarillo o amarillo verdoso y los exteriores con el ápice rojizo.

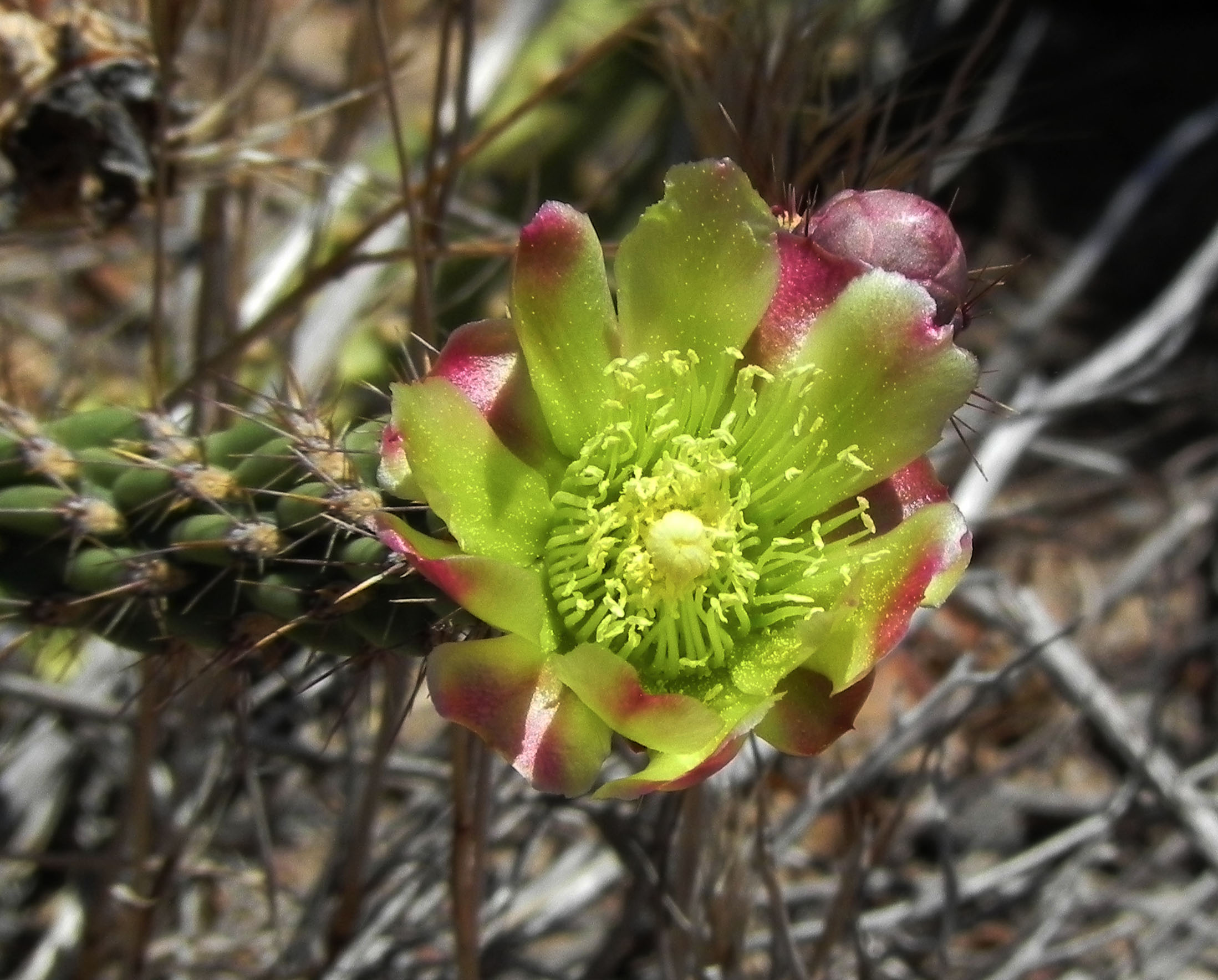
Detalle de la flor

Los frutos son cortos y van de circulares a casi esféricos. Son coriáceos y amarillentos, aunque luego se vuelven de color canela. Miden de 1,5 a 3,2 cm de largo, alcanzan diámetros de 1,3 a 2,6 cm y tienen pocas o ninguna espina. En su interior contiene semillas que miden menos de 7 mm de largo.

## Distribución y hábitat
El área de distribución nativa de esta especie abarca desde el sur de California (Estados Unidos) hasta el noroeste de México (concretamente en los estados mexicanos de Baja California y Sonora).
Crece principalmente en biomas desérticos o de matorral seco, generalmente en suelos arenosos situados a altitudes de 0 a 1900 metros sobre el nivel del mar.

## Taxonomía
La primera descripción de esta especie fue como Cereus californicus, publicada en 1840 por los botánicos estadounidenses John Torrey y Asa Gray en el libro A Flora of North America 1: 555.
Posteriormente, el botánico danés Frederik Marcus Knuth colocó la especie en el género Cylindropuntia, pasando a llamarse Cylindropuntia californica y anotando estos cambios en el libro Kaktus-ABC: 125 en el año 1936.
Etimología
- Cylindropuntia: nombre genérico formado por dos palabras: el sustantivo griego kýlindros (que significa 'cilindro') y el género Opuntia, (con el que el género tiene similitudes), haciendo referencia a la forma cilíndrica de los tallos de las plantas.
- californica: epíteto geográfico que hace referencia a la presencia de la especie en California (Estados Unidos).[8]

### Subespecies
Actualmente se distinguen tres subespecies:
| Imagen | Subespecie                                                                  | Descripción                                                             | Distribución                                                                      |
| ------ | --------------------------------------------------------------------------- | ----------------------------------------------------------------------- | --------------------------------------------------------------------------------- |
|        | Cylindropuntia californica subsp. californica                               | Las flores miden de 1,5 a 3 cm de largo.                                | Desde el sur de California hasta el noroeste de México (Baja California y Sonora) |
|        | Cylindropuntia californica subsp. delgadilloana (Rebman & Pinkava) U.Guzmán | Las flores miden hasta 2,3 cm de largo.                                 | Noroeste de México (norte de Baja California)                                     |
|        | Cylindropuntia californica subsp. rosarica (G.E.Linds.) U.Guzmán            | Las flores son más grande, midiendo 4,5 cm de largo y 2 cm de diámetro. | Noroeste de México (norte de Baja California)                                     |

Sinonimia
- Sinónimos de Cylindropuntia californica subsp. californica:
  - Cactus californicus Torr. & A.Gray (1840)
  - Cylindropuntia parryi (Engelm.) F.M.Knuth (1930)
  - Opuntia parryi Engelm. (1852)
  - Opuntia parryi var. serpentina (Engelm.) L.D.Benson (1969)
  - Opuntia serpentina Engelm. (1852)

- Sinónimos de Cylindropuntia californica subsp. delgadilloana:
  - Cylindropuntia californica var. delgadilloana (Rebman & Pinkava) Rebman (2002)
  - Cylindropuntia delgadilloana Rebman & Pinkava (2001)

- Sinónimos de Cylindropuntia californica subsp. rosarica:
  - Cylindropuntia californica var. rosarica (G.E.Linds.) Rebman (2002)
  - Cylindropuntia hamiltonii (W.T.Marshall) Backeb. (1958)
  - Cylindropuntia rosarica (G.E.Linds.) Backeb. (1958)
  - Grusonia hamiltonii W.T.Marshall (1941)
  - Opuntia hamiltonii (W.T.Marshall) G.D.Rowley (1958)
  - Opuntia rosarica G.E.Linds. (1942)

## Estado de conservación

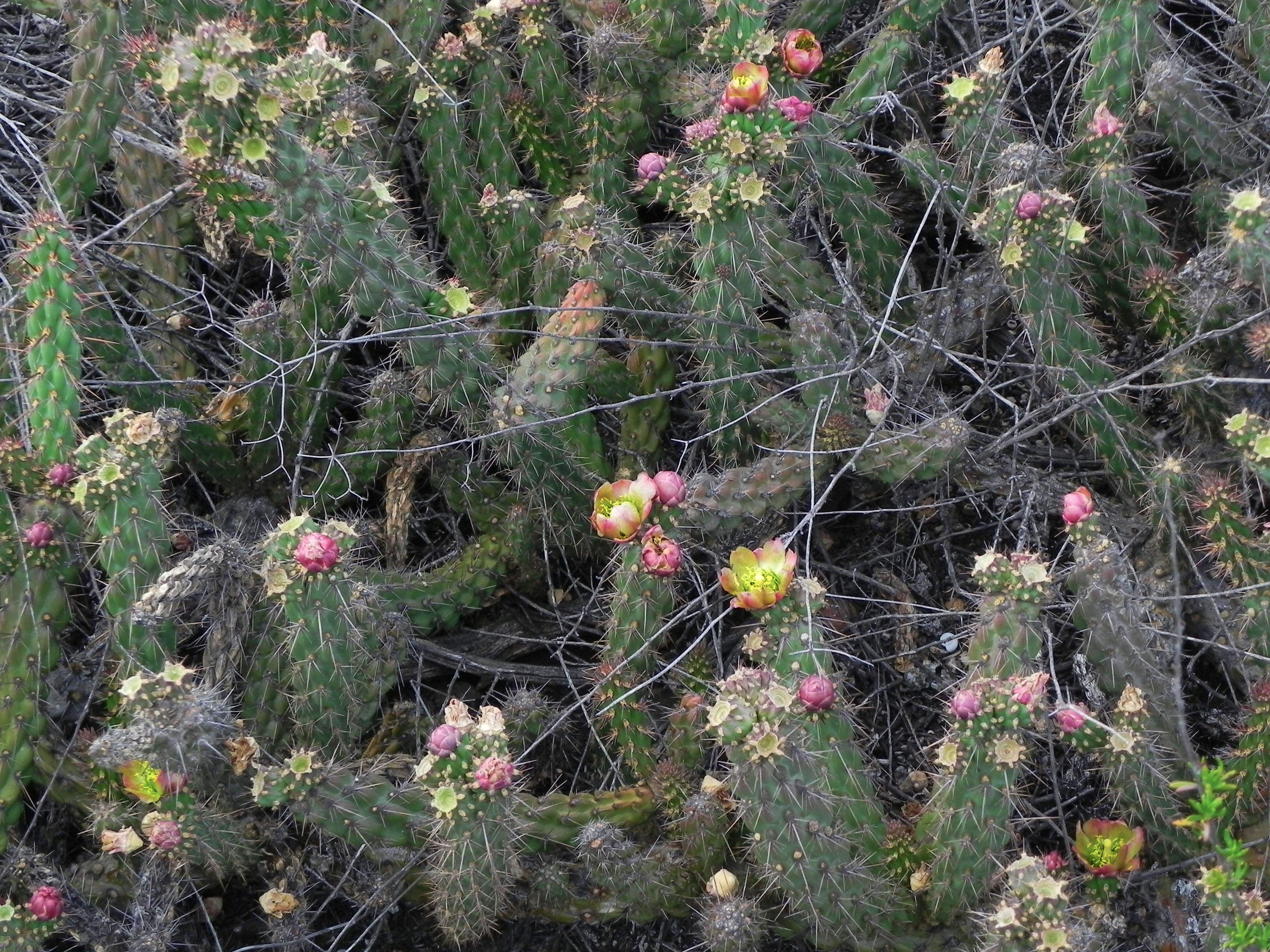
En su hábitat

En la Lista Roja de Especies Amenazadas de la UICN, la especie está clasificada como de “Preocupación Menor (LC)”.
No se conocen amenazas importantes para la conservación de esta especie, aunque algunas poblaciones puedes verse afectadas por la expansión del desarrollo urbano.

## Usos
Se cultiva principalmente como planta ornamental y su propagación se realiza a través de esquejes o semillas.